# フランチェスコ・パシオ
フランチェスコ・パシオ（Francesco Pasio、1554年? - 1612年8月30日）は、イタリアのイエズス会宣教師。名はフランシスコ（Francisco）とも表記される。

## 経歴・人物
ボローニャに生まれ、1572年ごろに20歳前後でイエズス会士となる。後にムガル帝国（インド）への布教を志すためにポルトガル王国のリスボンにて司祭となり、1578年にインドに到着し布教活動を行った。1583年（天正11年）6月には日本に来航し、1586年（天正14年）には堺の住院長となり布教活動も行った。翌1587年（天正15年）には平戸を経て豊後に活動拠点を移し、1592年（文禄元年）には長崎に所在したトードス・オス・サントス教会（現在跡地は春徳寺）にて当時イエズス会準日本管区長を務めていた同じイエズス会士のペドロ・ゴメスの秘書および巡察使として滞日していたアレッサンドロ・ヴァリニャーノの会計を務める。
1597年（文禄5年）には日本司教のペドロ・マルティンスに随行し、京都にて豊臣秀吉と謁見した。1600年（慶長5年）にはゴメスが死去したことにより第3代イエズス会準日本管区長に就任し、1604年（慶長9年）には博多にてキリシタンだった黒田孝高の葬儀や小倉（現在の北九州市）にて細川ガラシャの法要の開催に携わる。1607年（慶長12年）には駿河にて江戸幕府将軍の徳川家康やその時代将軍の徳川秀忠を訪問し、後に大坂で豊臣秀頼とも謁見した。しかしこのころにはキリスト教禁教令によりポルトガル商船が長崎港にて焼き討ちされ、スペイン系の修道士が不参加となり長崎奉行の代官や貿易の仲介に携わった福島正則やガラシャの夫であった細川忠興等との関係が悪化しつつあり同僚から批判された。1611年（慶長16年）には日本および明国の巡回使となり、翌1612年（慶長17年）にヴァリニャーノが制定した服務規程を改訂したものをイエズス会員に渡した後に離日し、マカオで活動拠点を移し同年死去した。